# Giedo van der Garde
Giedo Gijsbertus Gerrit van der Garde (Rhenen, 25 aprile 1985) è un ex pilota automobilistico olandese, ha corso in Formula 1 nel 2013 con la Caterham. Vincitore della World Series by Renault 3.5 nel 2008 e della European Le Mans Series nel 2016.

## Carriera

### Gli esordi e le formule minori
Van der Garde cominciò la sua carriera nei kart ottenendo diversi successi e vincendo il campionato nel 1998. Nel 2002 si laureò campione del mondo nella classe Super A. L'anno successivo entrò a far parte del Campionato di Formula Renault 2000 e chiuse al sesto posto, alla guida del team Van Amersfoort Racing. Grazie alle sue performance venne aggregato al programma di Formula 1, RDD (Renault Driver Development). Nel 2004 passò quindi alla F3 Euro Series in cui corse per tre stagioni, ottenendo come miglior risultato il sesto posto nella classifica generale.

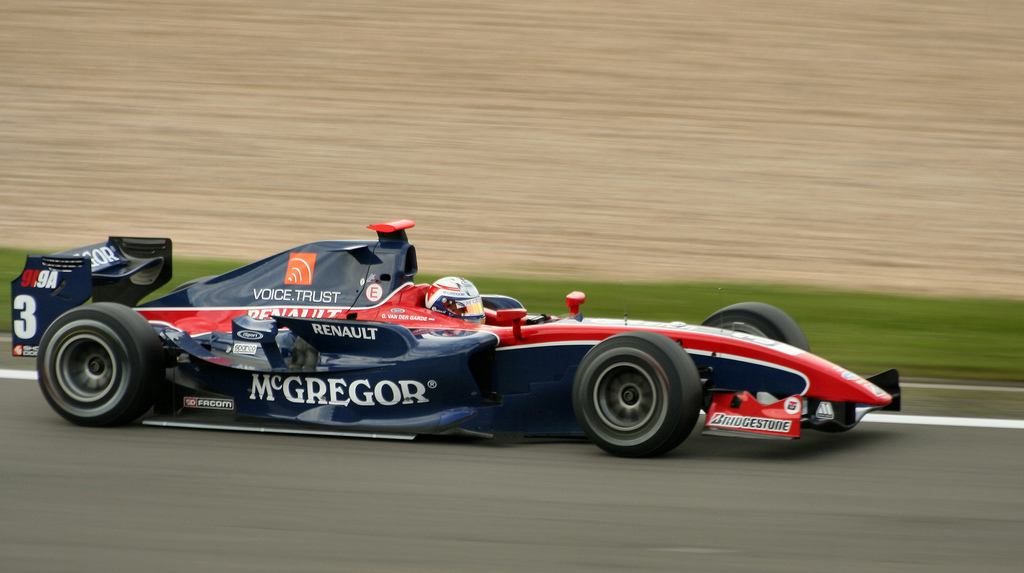
Van der Garde al Nürburgring nel 2009 in GP2

Nel 2007 passò alla World Series by Renault 3.5, di cui vinse il titolo l'anno seguente. I buoni risultati gli valsero un contratto con il team iSport International nel 2008-2009 della GP2 Asia Series, e nella stagione 2009 della GP2 Series. All'Hungaroring, van der Garde ottenne la sua prima vittoria, seguita da due ulteriori successi della fine della stagione, chiusa al settimo posto nella classifica generale.
Van der Garde dall'anno seguente passò alla Barwa Addax, con cui disputò due campionati conquistando il quinto posto in classifica piloti, suo miglior risultato nella categoria. Nel 2012 corse poi per la Caterham Racing, con cui ottenne due vittorie.

### Formula 1

#### 2007: Spyker
Il primo approccio con la massima serie avvenne nel 2006, quando van der Garde venne introdotto nella McLaren Young Driver Programme. Successivamente, il 15 dicembre 2006, venne ingaggiato dalla Super Aguri come collaudatore per la stagione 2007, ma l'accordo fu annullato a causa di un contenzioso sulla firma del contratto da parte della squadra nipponica. Prima dell'inizio della stagione vera e propria passò alla Spyker come tester e pilota di riserva.

#### 2012-2013: Caterham

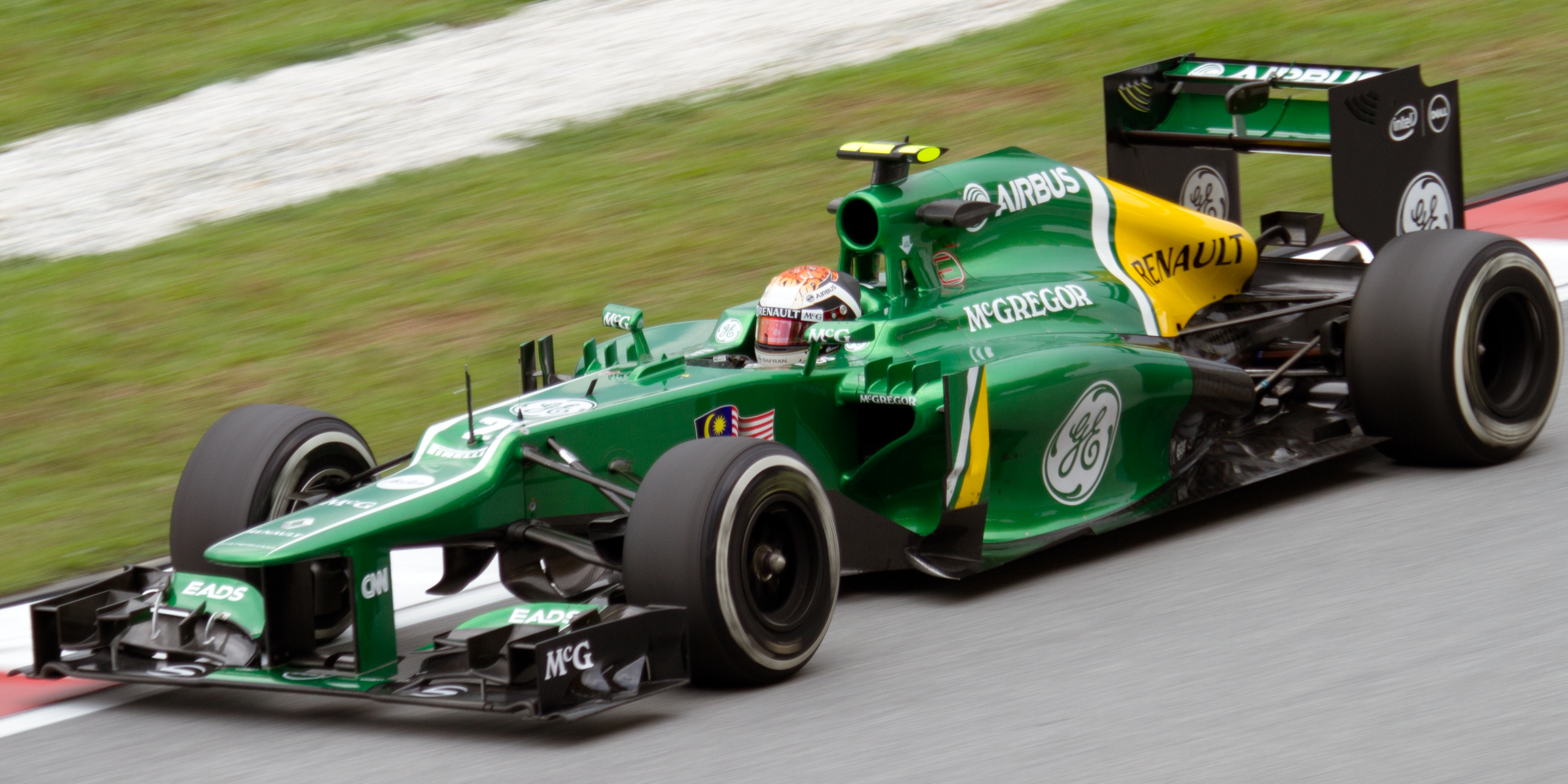
Van der Garde al Gran Premio della Malesia 2013

Nel 2012 venne ufficializzato il suo ingaggio in Caterham come pilota di riserva. Il 1º febbraio 2013 viene reso noto il passaggio del pilota olandese in Formula 1 come pilota ufficiale per la stagione 2013 al volante della Caterham. Nella prima parte della stagione, nonostante qualche exploit in qualifica (a Montecarlo superò la Q1 portando la sua Caterham quindicesima in griglia) non riuscì a reggere il confronto con il suo compagno di scuderia Charles Pic. Dal Gran Premio d'Ungheria in poi migliorò costantemente le sue prestazioni, giungendo 14º proprio a Budapest (miglior risultato ottenuto in gara) e in Belgio ottenne il 14º posto nelle qualifiche in condizioni di bagnato, non riuscendo tuttavia a confermare l'ottima piazza in gara, giungendo infatti 16º. Nelle successive corse, sia in qualifica che in gara, risultò spesso veloce quanto Pic e più delle due Marussia, con cui la Caterham si disputò il 10º posto del mondiale costruttori.

#### 2014: Sauber
Il 21 gennaio 2014 viene ufficializzato il suo passaggio in Sauber come pilota di riserva e test driver. Per il 2015 pareva invece certa la promozione dell'olandese a pilota titolare del team, vista la presenza di un contratto al riguardo. A qualche mese dell'inizio del mondiale però, la Sauber annunciò che i titolari sarebbero stati Felipe Nasr e Marcus Ericsson, appiedando Van der Garde. Nel novembre 2014 il pilota si rivolse quindi a un arbitrato svizzero che gli diede ragione e ne ordinò il reintegro in squadra. A questo punto, il 6 marzo 2015, van der Garde promosse una causa presso la Corte Suprema dello Stato di Victoria per ottenere il reintegro. Successivamente si accordò con la Sauber per cessare ogni contratto: la scuderia elvetica gli risarcì 15 milioni di euro per porre fine all'azione legale che il pilota olandese aveva, con successo, intrapreso. Cessata la vicenda con Sauber, Van der Garde assunse il ruolo di collaudatore per la Pirelli, al fine di sviluppare gli pneumatici per la Formula 1 e la GP2 Series.

### Dopo la Formula 1
Conclusa la parentesi in Formula 1, per il 2016 ha annunciato la propria partecipazione sia al campionato ELMS nella classe LMP2 che al WEC, dopo aver trovato l'accordo con il team Jota Sport. Dal 2018-2019 passa al Racing Team Nederland, con il quale gareggia anche nell'IMSA SportsCar Championship.
Il 16 dicembre 2023 arriva l'annuncio del suo ritiro dal mondo delle corse.

## Risultati

### Carriera
| Stagione | Categoria                                   | Team                      | Gare         | Vittorie     | Pole         | GPV          | Podi         | Punti        | Pos.         |
| -------- | ------------------------------------------- | ------------------------- | ------------ | ------------ | ------------ | ------------ | ------------ | ------------ | ------------ |
| 2003     | Formula Renault 2000 Masters                | Van Amersfoort Racing     | 6            | 0            | 2            | 0            | 3            | 72           | 6º           |
| 2003     | Campionato Formula Renault Olandese         | Van Amersfoort Racing     | ?            | ?            | ?            | ?            | ?            | 69           | 4º           |
| 2003     | Zandvoort Masters                           | Van Amersfoort Racing     | ?            | ?            | ?            | ?            | ?            | ?            | 2º           |
| 2004     | F3 Euro Series                              | Opel Team Signature-Plus  | 20           | 0            | 0            | 0            | 2            | 37           | 9º           |
| 2004     | Zandvoort Marlboro Masters                  | Opel Team Signature-Plus  | 1            | 0            | 0            | 0            | 0            | N/A          | 13º          |
| 2004     | Gran Premio di Macao                        | Opel Team Signature-Plus  | 1            | 0            | 0            | 0            | 0            | N/A          | 15º          |
| 2004     | Bahrain Superprix                           | Opel Team Signature-Plus  | 1            | 0            | 0            | 0            | 0            | N/A          | 15º          |
| 2005     | F3 Euro Series                              | Team Rosberg              | 20           | 0            | 1            | 1            | 2            | 34           | 9º           |
| 2005     | Zandvoort Marlboro Masters                  | Team Rosberg              | 1            | 0            | 0            | 0            | 0            | N/A          | 6º           |
| 2006     | F3 Euro Series                              | ASM Formule 3             | 20           | 1            | 2            | 0            | 4            | 37           | 6º           |
| 2006     | Zandvoort Marlboro Masters                  | ASM Formule 3             | 1            | 0            | 1            | 1            | 1            | N/A          | 2º           |
| 2007     | World Series by Renault 3.5                 | Victory Engineering       | 17           | 0            | 0            | 0            | 0            | 67           | 6º           |
| 2007     | Formula 1                                   | Spyker F1                 | Terzo pilota | Terzo pilota | Terzo pilota | Terzo pilota | Terzo pilota | Terzo pilota | Terzo pilota |
| 2008     | Formula 1                                   | Force India               | Terzo pilota | Terzo pilota | Terzo pilota | Terzo pilota | Terzo pilota | Terzo pilota | Terzo pilota |
| 2008     | World Series by Renault 3.5                 | P1 Motorsport             | 15           | 5            | 2            | 3            | 8            | 137          | 1º           |
| 2008–09  | GP2 Asia                                    | GFH Team iSport           | 10           | 1            | 0            | 0            | 0            | 11           | 12º          |
| 2009     | GP2 Series                                  | iSport International      | 20           | 3            | 0            | 0            | 3            | 34           | 7º           |
| 2009–10  | GP2 Asia                                    | Barwa Addax               | 2            | 0            | 0            | 0            | 0            | 0            | 34º          |
| 2010     | GP2 Series                                  | Barwa Addax               | 20           | 0            | 0            | 0            | 4            | 39           | 7º           |
| 2011     | GP2 Asia                                    | Barwa Addax               | 4            | 0            | 0            | 0            | 2            | 16           | 3º           |
| 2011     | GP2 Series                                  | Barwa Addax               | 18           | 0            | 1            | 1            | 5            | 49           | 5º           |
| 2012     | Formula 1                                   | Caterham F1 Team          | Terzo pilota | Terzo pilota | Terzo pilota | Terzo pilota | Terzo pilota | Terzo pilota | Terzo pilota |
| 2012     | GP2 Series                                  | Caterham Racing           | 24           | 2            | 2            | 2            | 6            | 160          | 6º           |
| 2013     | Formula 1                                   | Caterham F1 Team          | 19           | 0            | 0            | 0            | 0            | 0            | 22º          |
| 2014     | Formula 1                                   | Sauber F1 Team            | Collaudatore | Collaudatore | Collaudatore | Collaudatore | Collaudatore | Collaudatore | Collaudatore |
| 2016     | European Le Mans Series                     | G-Drive Racing            | 6            | 2            | 0            | 1            | 4            | 103          | 1º           |
| 2016     | 24 Ore di Le Mans - LMP2                    | G-Drive Racing            | 1            | 0            | 0            | 0            | 0            | N/A          | DNF          |
| 2016     | WEC - LMP2                                  | G-Drive Racing            | 2            | 0            | 0            | 0            | 0            | 30           | 21º          |
| 2016     | WEC - LMP2                                  | Extreme Speed Motorsports | 2            | 0            | 0            | 0            | 0            | 30           | 21º          |
| 2017     | Audi Sport TT Cup                           | Audi Sport                | 2            | 0            | 0            | 0            | 0            | 0            | NC†          |
| 2018     | 24 Ore di Le Mans - LMP2                    | Racing Team Nederland     | 1            | 0            | 0            | 0            | 0            | N/A          | 7º           |
| 2018–19  | WEC - LMP2                                  | Racing Team Nederland     | 8            | 0            | 0            | 0            | 0            | 85           | 7º           |
| 2019     | 24 Ore di Le Mans - LMP2                    | Racing Team Nederland     | 1            | 0            | 0            | 0            | 0            | N/A          | 15º          |
| 2019–20  | WEC - LMP2                                  | Racing Team Nederland     | 8            | 1            | 1            | 1            | 4            | 130          | 6º           |
| 2021     | WEC - LMP2                                  | Racing Team Nederland     | 5            | 0            | 0            | 0            | 0            | 52           | 9º           |
| 2021     | 24 Ore di Le Mans - LMP2                    | Racing Team Nederland     | 1            | 0            | 0            | 0            | 0            | N/A          | 11º          |
| 2021     | Campionato IMSA WeatherTech SportsCar- LMP2 | Racing Team Nederland     | 1            | 0            | 0            | 0            | 0            | 0            | NC‡          |
| 2021     | European Le Mans Series                     | Racing Team Nederland     | 1            | 0            | 0            | 0            | 0            | 0            | NC†          |

### Risultati completi in F3 Euro Series
| Anno | Team                     | Telaio           | Motore      | 1         | 2        | 3        | 4        | 5         | 6        | 7        | 8         | 9         | 10       | 11        | 12        | 13      | 14       | 15        | 16      | 17       | 18       | 19        | 20        | Punti | Pos. |
| ---- | ------------------------ | ---------------- | ----------- | --------- | -------- | -------- | -------- | --------- | -------- | -------- | --------- | --------- | -------- | --------- | --------- | ------- | -------- | --------- | ------- | -------- | -------- | --------- | --------- | ----- | ---- |
| 2004 | Opel Team Signature-Plus | Dallara F302/018 | Spiess-Opel | HOC1 1 9  | HOC1 2 4 | EST 1 16 | EST 2 6  | ADR 1 3   | ADR 2 6  | PAU 1 12 | PAU 2 Rit | NOR 1 Rit | NOR 1 12 | MAG 1 18  | MAG 2 7   | NÜR 1 7 | NÜR 2 12 | ZAN 1 4   | ZAN 2 8 | BRN 1 5  | BRN 2 3  | HOC2 1 12 | HOC2 2 22 | 37    | 9º   |
| 2005 | Team Rosberg             | Dallara F305/039 | Spiess-Opel | HOC 1 Rit | HOC 2 4  | PAU 1 6  | PAU 2 15 | SPA 1 Rit | SPA 2 17 | MON 1 11 | MON 2 Rit | OSC 1 17  | OSC 2 6  | NOR 1 Rit | NOR 2 Rit | NÜR 1 8 | NÜR 2 5  | ZAN 1 Rit | ZAN 2 3 | LAU 1 2  | LAU 2 6  | HOC 1 Rit | HOC 2 13  | 34    | 9º   |
| 2006 | ASM Formule 3            | Dallara F306/012 | Mercedes    | HOC 1 Rit | HOC 2 7  | LAU 1 12 | LAU 2 9  | OSC 1 Rit | OSC 2 11 | BRH 1 4  | BRH 2 19  | NOR 1 6   | NOR 2 1  | NÜR 1 3   | NÜR 2 11  | ZAN 1 2 | ZAN 2 5  | CAT 1 16  | CAT 2 8 | LMS 1 NP | LMS 2 12 | HOC 1 9   | HOC 2     | 37    | 6º   |

### Risultati completi in World Series by Renault 3.5
| Anno | Team                | 1        | 2        | 3         | 4        | 5       | 6       | 7       | 8       | 9        | 10       | 11       | 12       | 13      | 14      | 15      | 16       | 17        | Punti | Pos. |
| ---- | ------------------- | -------- | -------- | --------- | -------- | ------- | ------- | ------- | ------- | -------- | -------- | -------- | -------- | ------- | ------- | ------- | -------- | --------- | ----- | ---- |
| 2007 | Victory Engineering | MNZ 1 19 | MNZ 2 12 | NÜR 1 7   | NÜR 2 19 | MON 1 5 | HUN 1 6 | HUN 2 6 | SPA 1 6 | SPA 2 5  | DON 1 21 | DON 2 12 | MAG 1 5  | MAG 2 6 | EST 1 4 | EST 2 4 | CAT 1 6  | CAT 2 Rit | 67    | 6º   |
| 2008 | P1 Motorsport       | MNZ 1    | MNZ 2 1  | SPA 1 Rit | SPA 2 1  | MON 1 2 | SIL 1 5 | SIL 2   | HUN 1   | HUN 2 21 | NÜR 1 2  | NÜR 2 7  | LMS 1 NP | LMS 2 1 | EST 1 8 | EST 2 8 | CAT 1 NP | CAT 2 Rit | 137   | 1º   |

### Risultati completi in GP2
| Anno | Team                 | 1          | 2         | 3            | 4           | 5           | 6           | 7           | 8          | 9          | 10          | 11         | 12          | 13         | 14          | 15          | 16         | 17          | 18          | 19          | 20         | 21          | 22         | 23        | 24        | Punti | Pos. |
| ---- | -------------------- | ---------- | --------- | ------------ | ----------- | ----------- | ----------- | ----------- | ---------- | ---------- | ----------- | ---------- | ----------- | ---------- | ----------- | ----------- | ---------- | ----------- | ----------- | ----------- | ---------- | ----------- | ---------- | --------- | --------- | ----- | ---- |
| 2009 | iSport International | ESP FEA 7  | ESP SPR 4 | MON FEA NC   | MON SPR 11  | TUR FEA 15  | TUR SPR 13  | GBR FEA Rit | GBR SPR 13 | GER FEA 12 | GER SPR Rit | HUN FEA 7  | HUN SPR 1   | VAL FEA 14 | VAL SPR Rit | BEL FEA 6   | BEL SPR 1  | ITA FEA 1   | ITA SPR 6   | POR FEA Rit | POR SPR 6  |             |            |           |           | 34    | 7º   |
| 2010 | Barwa Addax          | ESP FEA 20 | ESP SPR 9 | MON FEA 6    | MON SPR 2   | TUR FEA 4   | TUR SPR 3   | VAL FEA 4   | VAL SPR 2  | GBR FEA 9  | GBR SPR 7   | GER FEA 12 | GER SPR 9   | HUN FEA 5  | HUN SPR 4   | BEL FEA 9   | BEL SPR 2  | ITA FEA Rit | ITA SPR Rit | ABU FEA Rit | ABU SPR 19 |             |            |           |           | 39    | 7º   |
| 2011 | Barwa Addax          | TUR FEA 4  | TUR SPR 2 | ESP FEA 2    | ESP SPR Rit | MON FEA Rit | MON SPR 9   | VAL FEA 2   | VAL SPR 3  | GBR FEA 8  | GBR SPR 3   | GER FEA 6  | GER SPR Rit | HUN FEA 4  | HUN SPR 4   | BEL FEA Rit | BEL SPR 20 | ITA FEA 21  | ITA SPR 13  |             |            |             |            |           |           | 49    | 5º   |
| 2012 | Caterham Racing      | MYS FEA 9  | MYS SPR 4 | BHR1 FEA Rit | BHR1 SPR 9  | BHR2 FEA 3  | BHR2 SPR 19 | ESP FEA 1   | ESP SPR 6  | MON FEA 3  | MON SPR 3   | VAL FEA 11 | VAL SPR 6   | GBR FEA 8  | GBR SPR 21  | GER FEA 5   | GER SPR 2  | HUN FEA 5   | HUN SPR 10  | BEL FEA 5   | BEL SPR 21 | ITA FEA Rit | ITA SPR 10 | SGP FEA 8 | SGP SPR 1 | 160   | 6º   |

#### Risultati completi in GP2 Asia
| Anno      | Team            | 1          | 2          | 3            | 4           | 5          | 6           | 7          | 8         | 9          | 10         | 11         | 12         | Punti | Pos. |
| --------- | --------------- | ---------- | ---------- | ------------ | ----------- | ---------- | ----------- | ---------- | --------- | ---------- | ---------- | ---------- | ---------- | ----- | ---- |
| 2008–2009 | GFH Team iSport | CHN FEA 10 | CHN SPR NP | DUB FEA 4    | DUB SPR C   | BHR1 FEA 7 | BHR1 SPR 14 | QAT FEA 12 | QAT SPR 8 | MYS FEA 14 | MYS SPR 10 | BHR2 FEA 5 | BHR2 SPR 7 | 11    | 12º  |
| 2009–2010 | Barwa Addax     | ABU1 FEA   | ABU1 SPR   | ABU2 FEA Rit | ABU2 SPR 19 | BHR1 FEA   | BHR1 SPR    | BHR2 FEA   | BHR2 SPR  |            |            |            |            | 0     | 34º  |
| 2011      | Barwa Addax     | ABU FEA 5  | ABU SPR 23 | ITA FEA 2    | ITA SPR 3   |            |             |            |           |            |            |            |            | 16    | 3º   |

### Risultati completi in Formula 1
| 2012 | Scuderia | Vettura |  |  |    |  |  |  |  |  |  |  |  |  |  |  |    |    |    |    |  |    | Punti | Pos. |
| ---- | -------- | ------- |  |  | -- |  |  |  |  |  |  |  |  |  |  |  | -- | -- | -- | -- |  | -- | ----- | ---- |
| 2012 | Caterham | CT01    |  |  | SP |  |  |  |  |  |  |  |  |  |  |  | SP | SP | SP | SP |  | SP | –     |      |

| 2013 | Scuderia | Vettura |    |    |    |    |     |    |     |    |    |    |    |    |    |    |     |     |    |    |    |  | Punti | Pos. |
| ---- | -------- | ------- | -- | -- | -- | -- | --- | -- | --- | -- | -- | -- | -- | -- | -- | -- | --- | --- | -- | -- | -- |  | ----- | ---- |
| 2013 | Caterham | CT03    | 18 | 15 | 18 | 21 | Rit | 15 | Rit | 18 | 18 | 14 | 16 | 18 | 16 | 15 | Rit | Rit | 18 | 19 | 18 |  | 0     | 22º  |

| 2014 | Scuderia | Vettura |  |  |    |    |    |  |  |  |    |    |  |    |    |  |  |  |  |  |  |  | Punti | Pos. |
| ---- | -------- | ------- |  |  | -- | -- | -- |  |  |  | -- | -- |  | -- | -- |  |  |  |  |  |  |  | ----- | ---- |
| 2014 | Sauber   | C33     |  |  | SP | SP | SP |  |  |  | SP | SP |  | SP | SP |  |  |  |  |  |  |  | –     |      |

| Legenda | 1º posto     | 2º posto | 3º posto    | A punti         | Senza punti/Non class.  | Grassetto – Pole position Corsivo – Giro più veloce |
| Legenda | Squalificato | Ritirato | Non partito | Non qualificato | Solo prove/Terzo pilota | Grassetto – Pole position Corsivo – Giro più veloce |

### Campionato del mondo endurance
| Anno    | Squadra                   | Classe | Vettura             | SIL | SPA | LMS | NÜR | MEX | COA | FUJ | SHA | BHR | Punti | Pos. |
| ------- | ------------------------- | ------ | ------------------- | --- | --- | --- | --- | --- | --- | --- | --- | --- | ----- | ---- |
| 2016    | G-Drive Racing            | LMP2   | Gibson 015S-Nissan  |     | 6   | Rit |     |     |     |     |     |     | 30    | 21°  |
| 2016    | Extreme Speed Motorsports | LMP2   | Ligier JS P2        |     |     |     |     |     |     | 4   |     | 5   | 30    | 21°  |
| Anno    | Squadra                   | Classe | Vettura             | SPA | LMS | SIL | FUJ | SHA | SEB | SPA | LMS |     | Punti | Pos. |
| 2018-19 | Racing Team Nederland     | LMP2   | Dallara P217-Gibson | 7   | 5   | 5   | 7   | 5   | 5   | 5   | 5   |     | 85    | 7°   |
| Anno    | Squadra                   | Classe | Vettura             | SIL | FUJ | SHA | BHR | COA | SPA | LMS | BHR |     | Punti | Pos. |
| 2019-20 | Racing Team Nederland     | LMP2   | Oreca 07-Gibson     | 3   | 1   | 5   | 5   | 5   | 3   | 6   | 3   |     | 130   | 6°   |
| Anno    | Squadra                   | Classe | Vettura             | SPA | ALG | MON | LMS | BHR | BHR |     |     |     | Punti | Pos. |
| 2021    | Racing Team Nederland     | LMP2   | Oreca 07-Gibson     | 4   | 10  | WD  | 6   | 5   | 6   |     |     |     | 52    | 9°   |
| Anno    | Squadra                   | Classe | Vettura             | SEB | ALG | SPA | LMS | MON | FUJ | BHR |     |     | Punti | Pos. |
| 2023    | United Autosports         | LMP2   | Oreca 07            |     | 1   |     |     | 4   |     |     |     |     | 37    | 14°  |
| Legenda |                           |        |                     |     |     |     |     |     |     |     |     |     |       |      |

* Stagione in corso.